# Euphorbia ecklonii
Euphorbia ecklonii là một loài thực vật có hoa trong họ Đại kích. Loài này được (Klotzsch & Garcke) Baill. mô tả khoa học đầu tiên năm 1863.